# Monte Carlo Masters 2019
Il Monte Carlo Masters 2019, anche noto Rolex Monte Carlo Masters 2019 per motivi di sponsorizzazione, è stato un torneo di tennis maschile giocato sulla terra rossa. È stata la 112ª edizione del torneo, facente parte della categoria ATP World Tour Masters 1000 nell'ambito dell'ATP World Tour 2019. Il torneo si è tenuto al Monte Carlo Country Club di Roccabruna (in Francia), vicino a Monte Carlo, dal 15 al 21 aprile 2019.

## Partecipanti

### Teste di serie
| Nazionalità | Giocatore           | Ranking* | Testa di serie |
| ----------- | ------------------- | -------- | -------------- |
| Serbia      | Novak Djokovic      | 1        | 1              |
| Spagna      | Rafael Nadal        | 2        | 2              |
| Germania    | Alexander Zverev    | 3        | 3              |
| Austria     | Dominic Thiem       | 5        | 4              |
| Giappone    | Kei Nishikori       | 6        | 5              |
| Grecia      | Stefanos Tsitsipas  | 8        | 6              |
| Croazia     | Marin Čilić         | 11       | 7              |
| Russia      | Karen Khachanov     | 12       | 8              |
| Croazia     | Borna Ćorić         | 13       | 9              |
| Russia      | Daniil Medvedev     | 14       | 10             |
| Italia      | Marco Cecchinato    | 16       | 11             |
| Georgia     | Nikoloz Basilašvili | 17       | 12             |
| Italia      | Fabio Fognini       | 18       | 13             |
| Francia     | Gaël Monfils        | 19       | 14             |
| Canada      | Denis Shapovalov    | 20       | 15             |
| Belgio      | David Goffin        | 21       | 16             |
| Regno Unito | Kyle Edmund         | 22       | 17             |

* Ranking all'8 aprile 2019.

### Altri partecipanti
I seguenti giocatori hanno ricevuto una wild card per il tabellone principale:
- Félix Auger-Aliassime
- Lucas Catarina
- Thanasi Kokkinakis
- Jaume Munar

Il seguente giocatore è entrato in tabellone grazie al ranking protetto:
- Jo-Wilfried Tsonga

Il seguente giocatore è entrato in tabellone come alternate:
- Malek Jaziri

I seguenti giocatori sono passati dalle qualificazioni:

- Guido Andreozzi
- Aljaž Bedene
- Federico Delbonis
- Juan Ignacio Londero
- Alexei Popyrin
- Andrey Rublev
- Lorenzo Sonego

Il seguente giocatore è entrato in tabellone come lucky loser:
- Tarō Daniel

### Ritiri
Prima del torneo
- Kevin Anderson → sostituito da  Adrian Mannarino
- Pablo Carreño Busta → sostituito da  Taylor Fritz
- Richard Gasquet → sostituito da  Hubert Hurkacz
- Thanasi Kokkinakis → sostituito da  Tarō Daniel
- Gaël Monfils → sostituito da  Malek Jaziri

Durante il torneo
- Damir Džumhur
- Gilles Simon
- Jo-Wilfried Tsonga

## Partecipanti al doppio

### Teste di serie
| Nazione     | Giocatore             | Nazione     | Giocatore     | Ranking* | Testa di serie |
| ----------- | --------------------- | ----------- | ------------- | -------- | -------------- |
| Francia     | Pierre-Hugues Herbert | Francia     | Nicolas Mahut | 8        | 1              |
| Polonia     | Łukasz Kubot          | Brasile     | Marcelo Melo  | 10       | 2              |
| Regno Unito | Jamie Murray          | Brasile     | Bruno Soares  | 17       | 3              |
| Colombia    | Juan Sebastián Cabal  | Colombia    | Robert Farah  | 22       | 4              |
| Austria     | Oliver Marach         | Croazia     | Mate Pavić    | 23       | 5              |
| Finlandia   | Henri Kontinen        | Australia   | John Peers    | 33       | 6              |
| Croazia     | Nikola Mektić         | Croazia     | Franko Škugor | 34       | 7              |
| Sudafrica   | Raven Klaasen         | Regno Unito | Joe Salisbury | 35       | 8              |

* Ranking aggiornato all'8 aprile 2019.

### Altri partecipanti
Le seguenti coppie hanno ricevuto una wildcard per il tabellone principale:
- Romain Arneodo /  Hugo Nys
- Marko Djokovic /  Novak Đoković
- Jürgen Melzer /  Dominic Thiem

## Punti e montepremi
Poiché il Masters di Monte Carlo è un Masters 1000 non obbligatorio ha una speciale regola per il punteggio: pur essendo conteggiato come un torneo 500 i punti sono quelli di un Masters 1000. Il montepremi complessivo è di 5 207 405 €.
| Torneo    | Torneo              | V       | F       | SF      | QF      | 3T     | 2T     | 1T     | Q  | Q2    | Q1    |
| Singolare | Punti               | 1000    | 600     | 360     | 180     | 90     | 45     | 10     | 25 | 16    | 0     |
| Singolare | Premi in denaro (€) | 958.055 | 484.950 | 248.745 | 128.200 | 64.225 | 33.635 | 18.955 | –  | 7.255 | 3.630 |
| Doppio    | Punti               | 1000    | 600     | 360     | 180     | –      | 90     | 0      | –  | –     | –     |
| Doppio    | Premi in denaro (€) | 284.860 | 69.680  | 35.510  | –       | 18.730 | 10.020 | –      | –  | –     | –     |

## Campioni

### Singolare
Fabio Fognini ha sconfitto in finale  Dušan Lajović con il punteggio di 6–3, 6–4.
- È il nono titolo in carriera per Fognini, primo Master 1000 e primo titolo in stagione.

### Doppio
Nikola Mektić /  Franko Škugor hanno sconfitto in finale  Robin Haase /  Wesley Koolhof con il punteggio di 6(3)–7, 7–6(3), [11–9].